# Лембіту
Лембіту (ест. Lembitu, лат. Lembit, Lambite, Lembito, Lembitus; ? — 21 вересня 1217) — стародавній естонський старший (старшина) із повіту Сакала (Sakala) і воєначальник у боротьбі проти завоювання естонських земель німецькими лівонськими братами меча на початку XIII століття. Це єдиний естонський правитель до хрестового походу, про якого відомі деякі біографічні відомості. Єдине письмове джерело, яке згадує про нього — «Лівонська хроніка» Генріха Латвійського.

## Історія
Лембіту правив у північній частині історичної області Сакала в південно західній частині Естонії). Його фортеця Леолі (Leal, нині городище Лигавере, ест. Lõhavere) перебувала неподалік від сучасного Сууре-Яані.
З 1211 року він боровся проти проникнення на естонські землі християнських місіонерів і, за відомостями німецького хроніста, навіть скоїв наїзд на Псков (в літописах не зазначено).
З початком Лівонського хрестового походу Лембіту очолив боротьбу проти Ордену мечоносців, попередника Лівонського ордену.
У 1215 році лицарі заволоділи його фортецею. Після двох років полону Лембіту був відпущений на свободу.
У 1217 він уклав союз з Новгородською республікою проти лицарів. Лембіту зібрав шеститисячне військо естів і повів його проти загарбників. Загинув 21 вересня в бою з лицарями при Пярсті поблизу Вільянді (див. Битва при Вільянді), коли йому протистояли сили єпископа Риги Альберта фон Буксгевдена.
З хроніки відомо, що Лембіту і інші старшини Сакали хоробро билися, але врешті-решт змушені були відступати. В битві загинуло близько 1000 естонців. Латиш Веко переслідував Лембіту, убив і забрав його одяг. Голову Лембіту хрестоносці відрубали і відвезли з собою до Лівонії.
В останні роки естонські історики, зокрема Анти Селарт — керівник дослідницької групи та керівник Інституту історії та археології [Архівовано 26 квітня 2021 у Wayback Machine.] Тартуського університету, припускають, що череп голови Лембіта може зберігатися серед архівів Ризької єпархії, які в свій час були вивезені до Польщі. Однак, поки що пошуки результатів не дали.